# Cine Tijuca-Palace
O Cine Tijuca-Palace foi uma sala de cinema localizada na Tijuca, Zona Norte do Rio de Janeiro. Inaugurado em 1967 pela Cinematográfica Franco-Brasileira com intuito de exibir apenas filmes de arte. Virou posteriormente cinema comercial, dividido em duas salas e acabou fechando em 1982. As salas mantém-se fechada praticamente intacta até hoje. Se localiza numa galeria comercial na Rua Conde de Bonfim. Os proprietários do imóvel se recusam a arrendá-lo para seitas prostestantes. O dono do cinema é o mesmo dos antigos Coral e Scala de Botafogo, hoje seis salas do Espaço Itaú de Cinema. Cogita-se a reabertura das salas.